# Astrolabia heterotheca
Astrolabia heterotheca is een hydroïdpoliep uit de familie Halopterididae. De poliep komt uit het geslacht Astrolabia. Astrolabia heterotheca werd in 1955 voor het eerst wetenschappelijk beschreven door Naumov. 